# Операција Вишеград
Операција Вишеград 92 је био кодни назив ЈНА операције да преузме власт у граду, да заштите српске цивиле и да протјерају борце Патриотске лиге. Ова битка је битка је била једна од првих поред и рату, поред битке за Купреса, Фоче, Бијељине и осталих.

## Опис догађаја
Током прољећа 1992. године. ситуација у Вишеграду је слична као и у другим градовима Босне и Херцеговине: дијеле се двије етничке групе, формирају се одвојено власт и полиција, подижу се барикаде. Почетком априла 1992. године око 1.000 српских бораца ТО, те око 150 локалних полицајаца са мањим јединицом 37. ужичког корпуса ЈНА, умарширали су у град. Борбе су се водиле са дупло мањом групом муслиманске полиције и припадника ''Патриотске лиге''. Најжешћа борба је вођена 8. априла око зграде полицијске станице. Истога дана велики дио локалног муслиманског становништва је избјегао из града, владала је и паника због гласине о присуству Аркана у Вишеграду. На крају борби за Вишеград десио се и један инцидент. Криминалац Мурат Шабановић је очајнички покушао да заустави српски напад тако што је заузео хидроелектрану у близини града и рекао да ће се разнијети. У том случају Вишеград и околина би били поплављени. Након разговора са њим и убјеђивања, Срби су преузели брану, а несуђени рушитељ Мурат се повукао. У наредних неколико дана српске снаге уништиле су раштркане џепове муслиманског отпора у близини Вишеграда, а код Рудог је уништена јединица „Зелених беретки“ (војно крило СДА).